# Anabisetia
Anabisetia é um gênero de dinossauro ornitópode que viveu durante o Período Cretáceo na Patagônia, América do Sul. Era um pequeno herbívoro bípede, com quase 2 metros (7 pés) de comprimento.
Os paleontólogos argentinos Rodolfo Coria e Jorge Calvo nomearam o Anabisetia em 2002. O nome do gênero homenageia o falecido Ana Biset, um arqueólogo influente da Província argentina de Neuquén, onde os restos deste animal foram encontrados. A única espécie conhecida do gênero é chamada A. saldiviai, referência a Roberto Saldivia, o agricultor local que descobriu os fósseis em 1993.

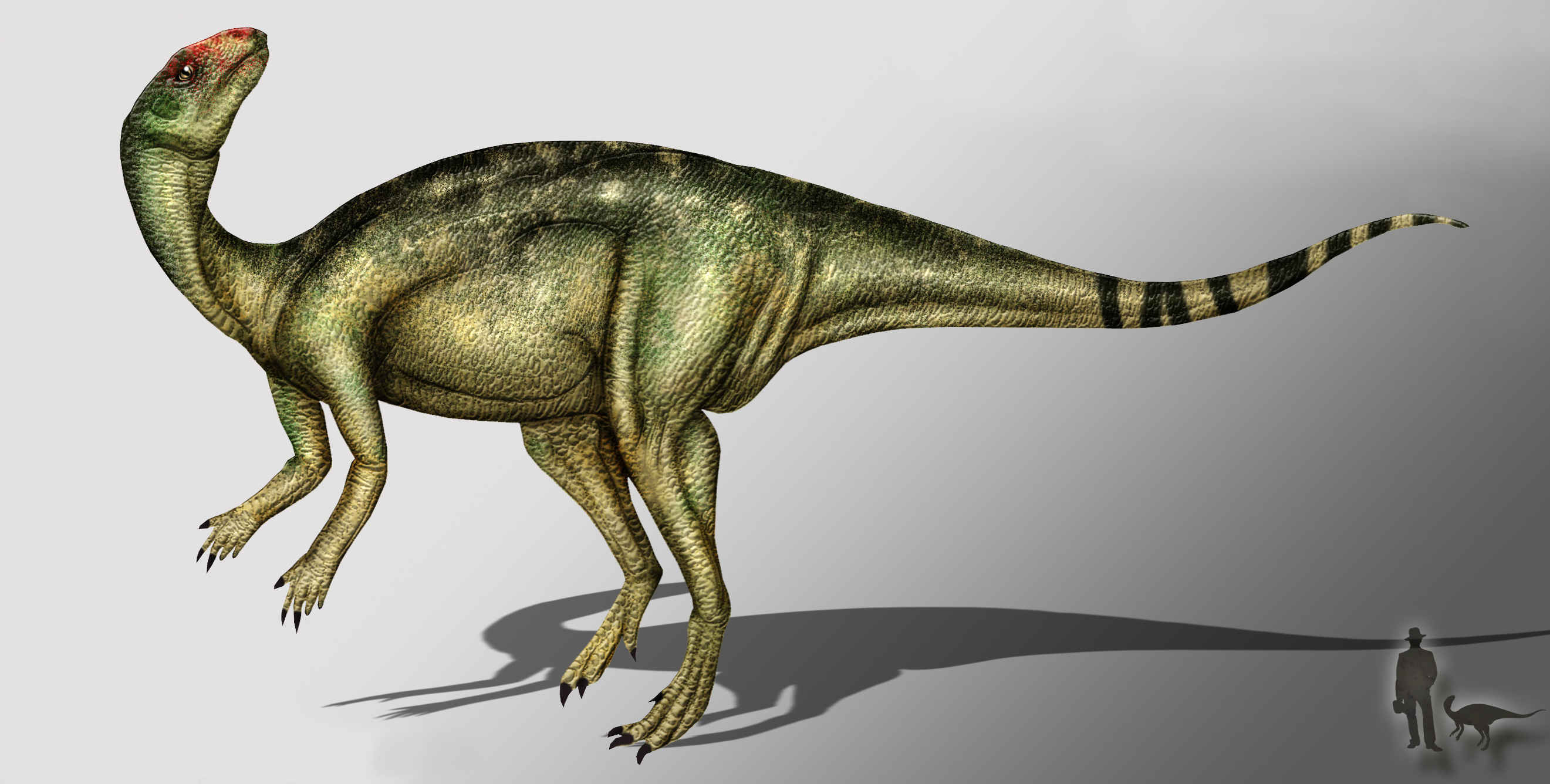
Ilustração

São conhecidos quatro exemplares do gênero, todos listados na descrição original de 2002. O holótipo é o mais completo dos quatro. É constituído por fragmentos do crânio, incluindo uma caixa craniana parcial e as duas mandíbulas, bem como um membro anterior completo, um membro posterior completo, e vértebras representante de todas as seções da coluna vertebral. Os outros três espécimes são menos completos, mas incluem elementos não vistos no holótipo, tais como mais vértebras, pélvis completa, e uma cauda articulada quase completa. Quando todas as quatro amostras são consideradas, o esqueleto é mais ou menos inteiramente conhecido, exceto com relação ao crânio. Estes espécimes estão alojados no Museo Carmen Funes, de Plaza Huincul, na Argentina.
Todos os quatro espécimes foram descobertos em uma localidade denominada Cerro Bayo Mesa, ao sul de Plaza Huincul, na província de Neuquen, na Argentina. Esta localidade é parte da formação Lisandro Cerro, pertencente ao subgrupo do Grupo de Neuquén em Rio Limay. Os sedimentos desta formação preservam um pântano que existia desde o fim do Cenomaniano até o início do Turoniano, no Período Cretáceo Superior, cerca de 95 a 92 milhões de anos atrás (Leanza et al., 2004).
Acredita-se que este dinossauro é estreitamente relacionado a outro ornitópode da Patagônia, o Gasparinisaura, embora a falta de material craniano torne difícil determinar com precisão essa proximidade. Quando originalmente descritos, pensava-se que Gasparinisaura e Anabisetia eram iguanodontianos basais, mais derivados do que o Tenontosaurus. No entanto, análises cladísticas mais recentes, realizadas por Coria e outros indicam que o Gasparinisaura é, na verdade, mais próximo dos ornitópodes norte-americanos, como o Thescelosaurus e o Parksosaurus, do que dos Iguanodontia (Norman et al., 2004). É provável que, em uma análise semelhante, o Anabisetia caísse na mesma categoria.